# 哈登貝赫

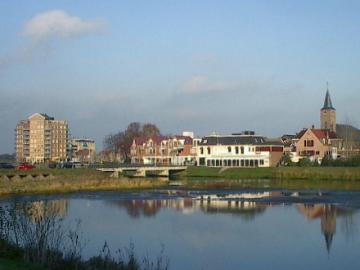

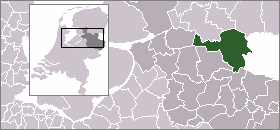

哈登貝赫（荷蘭語發音：[ˈɦɑrdə(m)bɛr(ə)x] ⓘ）是荷蘭的市镇，位於該國東部，由上愛塞省負責管轄，面積317.24平方公里，2007年人口58,071，居民主要信奉基督教，人口密度為每平方公里186人。

## 外部連結
- Official Website（页面存档备份，存于）
- Cultuur Historisch Informatie Centrum Vechtdal（页面存档备份，存于）
- Gramsbergen Town Website（页面存档备份，存于）
- （页面存档备份，存于）

52°35′N 6°37′E / 52.583°N 6.617°E